# Michael M. Robin
Michael M. Robin est un réalisateur et producteur de télévision américain.

## Réalisations
Michael M. Robin est surtout connu comme producteur délégué des séries Nip/Tuck, de FX, et The Closer, de TNT, dont il est également souvent réalisateur. Il fait ses débuts comme producteur avec la série Cop Rock. Il est ensuite producteur superviseur de Civil Wars. Parmi les séries dont il a été producteur et réalisateur, on peut citer New York Police Blues, Popular (pour The WB), Le Cartel, C-16:FBI (pour ABC), MDs, Trust Me, Brutally Normal (pour The WB), The D.A. (pour ABC) et Rizzoli et Isles.
Il est, avec Greer Shephard, le créateur de la société de production Shephard/Robin, qui produit les séries Nip/Tuck et Popular, créées par Ryan Murphy. Sa société produit pour le câble depuis 2003.

## Récompenses
Michael M. Robin a obtenu deux Primetime Emmy, comme producteur de La loi de Los Angeles et comme réalisateur de New York Police Blues. Il a également obtenu un Golden Globe pour la série dramatique Nip/Tuck. Il est nommé aux Emmy Awards comme producteur de New York Police Blues.

## Filmographie

### Réalisateur
- 1993 : New York Police Blues
- 2001 : Le Souvenir en héritage (Bailey's Mistake)
- 2002 : Eastwick
- 2003 : Nip/Tuck avec Ryan Murphy (coréalisateur) (Saisons 1 à 4)
- 2005 - 2009 : The Closer : L.A. enquêtes prioritaires avec James Duff et coréalisée avec Arvin Brown (Saisons 1 à 5)
  - 2007 : Saison 3
  - 2008 : Saison 4
  - 2009 : Saison 5
- 2009 : Trust Me
- 2010 : Rizzoli et Isles (Saison 1)
- 2010 : A Journey to Golf's Past: Creating Old Macdonald - film documentaire.
- 2011 : Truth in Advertising

### Producteur délégué

#### Série télévisée
- 1987 - 1989 : La Loi de Los Angeles (39 épisodes)
- 1989 : Docteur Doogie (série télévisée - épisode pilote) - (pré-production)
- 1997 : C-16:FBI
- 1999 - 2001 : Popular (43 épisodes)
  - Coup
  - The Brain Game
  - I Know What You Did Last Spring Break
  - Don't Tug on Superman's Cape...
  - Promblems

- 2000 : 100 % normal (7 épisodes)
  - Well Solved Sherlock
  - Stretching Ethics
  - Mouth Full of Warm Roses
  - Barricade
  - You Get What You Get

- 2003 - 2010 : Nip/Tuck (Saisons 1 à 4, 94 épisodes)
  - 2010
    - Dan Daly
    - Willow Banks
    - Joel Seabrook
    - Sheila Carlton
    - Virginia Hayes

- 2004 : The D.A. (4 épisodes)
  - The People vs. Sergius Kovinsky
  - The People vs. Patricia Henry
  - The People vs. Oliver C. Handley
  - The People vs. Achmed Abbas

- 2005 - 2011 : The Closer (Saisons 1 à 5, 84 épisodes)
  - 2010
    - Jump the Gun.
    - War Zone.
    - Last Woman Standing.
    - Executive Order.

  - 2011
    - An Ugly Game

- 2007 : State of Mind (8 épisodes)
  - Passion Fishing
  - Helpy Helperpants
  - In Bocca Al Lupo
  - O Rose, Thou Art Sick
  - Lost & Found

- 2009 : Trust Me (13 épisodes)
  - Odd Man Out
  - Thanks, I Needed That
  - Norming
  - You Got Chocolate in My Peanut Butter
  - The More Things Change

- 2010 : Rizzoli et Isles (2 épisodes)
  - Money for Nothing

- 2011 : Truth in Advertising

#### Téléfilm
- 1999 : Brookfield
- 2000 : Metropolis
- 2001 : Le Souvenir en héritage (Bailey's Mistake)
- 2002 : Aces
- 2004 : Beck and Call (court-métrage télévisé)
- 2010 : A Journey to Golf's Past: Creating Old Macdonald (documentaire)

### Producteur
- 1989 - 1990 : La Loi de Los Angeles (22 épisodes)

1990 
The Last Gasp
Outward Bound
Forgive Me Father, for I Have Sued
Bang... Zoom... Zap
Watts a Matter?
- 2010 : A Journey to Golf's Past: Creating Old Macdonald (film documentaire)
- 2012-2015 : Longmire

### Producteur superviseur
- 1993 - 1994 : New York Police Blues (7 épisodes)
  - 1993
    - Tempest in a C-Cup
    - Ice Follies
    - Oscar, Meyer, Weiner
    - From Hare to Eternity

  - 1994
    - Up on the Roof

### Producteur consultant
- 2010 : Rizzoli et Isles (4 épisodes)
  - Sympathy for the Devil
  - I Kissed a Girl
  - Born to Run
  - When the Gun Goes Bang, Bang, Bang